# Hov (Noorwegen)
Hov is een plaats in de Noorse gemeente Søndre Land, provincie Innlandet. Hov telt 2043 inwoners (2007) en heeft een oppervlakte van 2,66 km².